# Acalypha rupestris
Acalypha rupestris är en törelväxtart som beskrevs av Ignatz Urban. Acalypha rupestris ingår i släktet akalyfor, och familjen törelväxter. Inga underarter finns listade i Catalogue of Life.